# Harrodsburg
Harrodsburg é uma cidade localizada no estado americano de Kentucky, no Condado de Mercer.

## Demografia
Segundo o censo americano de 2000, a sua população era de 8014 habitantes.
Em 2006, foi estimada uma população de 8156, um aumento de 142 (1.8%).

## Geografia
De acordo com o United States Census Bureau tem uma área de
13,7 km², dos quais 13,7 km² cobertos por terra e 0,0 km² cobertos por água. Harrodsburg localiza-se a aproximadamente 272 m acima do nível do mar.

## Localidades na vizinhança
O diagrama seguinte representa as localidades num raio de 20 km ao redor de Harrodsburg.